# Christophe Ohrel
Christophe Ohrel (n. Estrasburgo, Francia, 7 de abril de 1968) es un exfutbolista francés nacionalizado suizo, que se desempeñó como mediocampista y militó en diversos clubes de Suiza y Francia. 

## Selección nacional
Ohrel jugó 56 partidos internacionales, para la selección nacional suiza y anotó 6 goles. Participó en una sola Copa del Mundo FIFA, que fue en Estados Unidos 1994, donde la selección suiza fue eliminada en octavos de final.

## Clubes
| Club           | País    | Año         |
| -------------- | ------- | ----------- |
| Lausanne-Sport | Suiza   | 1986 - 1992 |
| Servette       | Suiza   | 1992 - 1994 |
| Rennes         | Francia | 1994 - 1995 |
| Saint-Étienne  | Francia | 1995 - 1996 |
| Lausanne-Sport | Suiza   | 1996 - 2001 |
| FC Lucerna     | Suiza   | 2001 - 2002 |
| Yverdon-Sport  | Suiza   | 2002 - 2003 |

## Participaciones en Copas del Mundo
| Mundial                        | Sede           | Resultado        |
| ------------------------------ | -------------- | ---------------- |
| Copa Mundial de Fútbol de 1994 | Estados Unidos | Octavos de final |